# Mispilopsis luzonica
Mispilopsis luzonica – gatunek chrząszcza z rodziny kózkowatych i podrodziny zgrzypikowych. Jedyny przedstawiciel rodzaju Mispilopsis.

## Zasięg występowania
Gatunek ten występuje na Filipinach.